# 中村睦男
中村 睦男（なかむら むつお、1939年2月7日 - 2020年4月17日）は、日本の法学者。専門は憲法。学位は、法学博士（北海道大学・論文博士・1973年）（学位論文「社会権法理の形成――フランス法を素材にして」）。北海道大学名誉教授。学校法人北海学園理事。財団法人アイヌ文化振興・研究推進機構理事長。元・旧司法試験第二次試験考査委員（北海道大学総長就任につき離任）。北海道出身。

## 人物
北海道札幌市に生まれ、後室蘭市に移る。北海道大学大学院法学研究科教授を経て、2001年5月から2007年4月まで北海道大学総長。
著書の中でも、特に野中俊彦・高橋和之・高見勝利と共に著した『憲法I・II』は、執筆者が4人であることから「四人本」、「四人組」などと称され、憲法学習者に人気がある。
深瀬忠一の弟子。
2020年4月17日未明、心不全のため札幌市内の病院で死去した。81歳没。

## 略歴
出典は、(岡田信弘 2001)による。
- 1957年3月 - 北海道室蘭栄高等学校卒業
- 1961年3月 - 北海道大学法学部法律学科卒業
- 1963年3月 - 北海道大学大学院法学研究科公法専攻修士課程修了
- 1963年4月 - 北海道大学法学部助手
- 1965年10月 - フランス・ポワティエ大学に留学（～1967年9月・フランス政府給費留学生）
- 1970年7月 - 北海道大学法学部助教授
- 1973年9月 - 学位論文「社会権法理の形成 -フランス法を素材にして-」で北海道大学より法学博士の学位を取得
- 1974年7月 - 北海道大学法学部教授
- 1984年12月 - 北海道大学評議員（～1990年4月）
- 1988年4月 - フランス・パリ大学にて在外研究 （～6月）
- 1988年12月 - 北海道大学法学部長（～1990年12月）
- 1993年4月 - フランス・ポワティエ大学にて在外研究（～5月）
- 1997年4月 - 北海道大学副学長及び評議員（～1999年3月）
- 2000年4月 - 北海道大学大学院法学研究科教授
- 2001年4月 - 北海道大学大学院法学研究科附属高等法政教育研究センター教授
- 2001年5月 - 北海道大学総長及び評議員（～2007年4月）
- 2007年4月 - 北海道大学定年退職、同名誉教授
- 2007年9月 - 北海学園大学大学院法学研究科教授に就任（なお、学部は担当しない） 学校法人北海学園理事
- 2009年4月 - 北海学園大学定年退職（引き続き学校法人北海学園理事に在職）。財団法人アイヌ文化振興・研究推進機構理事長。

## 研究内容
社会権
社会権に関する当時の通説に鋭い問題提起を行い、社会権論を深化させた（『社会権法理の形成』）。
そのころの支配的学説は社会権と自由権とを峻別して、自由権を国家の不作為を要求する権利、社会権を国家の作為を要求する権利として、両者は性格の異なる権利であると理解されていた。これに対して中村は、社会権の基底には自由権が存在し、自由権と社会権が相互に関連していることを指摘した。現在、この考え方は広く認められている。

違憲審査制
最高裁の司法裁判所としての本質に反しない限度で、法律の制定により最高裁判所に憲法裁判所としての権能を与えることにより抽象的違憲審査権を付与することは可能とする見解に立っている（限定的法律委任説）。
日本では、アメリカ型の付随的違憲審査制を採ると解するのが通説・判例である。これに対して中村は以下のように反論する。
司法裁判所型のカナダでは、憲法訴訟の3分の1程度が、政府が最高裁に勧告的意見を求める「照会」事件であり、憲法裁判の重要な形態になっているが、その照会意見は勧告的というより本来の意味の判決とみなす慣行がある。このことから、司法裁判所であることが憲法裁判所的権限の付与を禁止する根拠とならないことを指摘する。
さらに、憲法の最高法規性・最高裁が一切の立法や処分の合憲性審査の終審裁判所であること・最高裁裁判官が国民審査による民主的コントロールのもとにおかれることの3点を日本国憲法が規定していることから考えると、最高裁に抽象的違憲審査権を与えるかは立法政策に委ねられていると解すべきである、とする。
中村の他、法律委任説を主張している論者として、小嶋和司、戸波江二、千葉卓、佐々木雅寿らがいる。

## 受賞・栄典
- フランス共和国教育功労章オフィシエ[6]（2004年）
- 北海道功労賞（2015年）
- 瑞宝重光章（2016年11月）[7]

## 著書
- 『社会権法理の形成』（有斐閣、1973年）
- 『社会権の解釈』（有斐閣、1983年）
- 『憲法30講』（青林書院、1984年）
- 『論点憲法教室』（有斐閣、1990年）
- 『アイヌ民族法制と憲法』（北海道大学出版会、2018年）

### 共編著
- 『教材憲法判例』秋山義昭, 千葉卓共編. 北海道大学図書刊行会, 1975
  - 第4版, 増補版 秋山義昭, 千葉卓, 常本照樹, 齊藤正彰共編著. 北海道大学出版会, 2008.
- 『憲法』 (別冊法学セミナー ;司法試験シリーズ 吉田善明共編. 日本評論社, 1979
- 『現代憲法大系 7 生存権・教育権』永井憲一共著 法律文化社, 1989
- 『議員立法の研究』編. 信山社出版, 1993
- 『憲法と地方自治 (地方自治土曜講座ブックレット 佐藤克廣共著. 北海道町村会, 1997
- 『憲法裁判50年』常本照樹共著. 悠々社, 1997
- 『立法過程の研究 立法における政府の役割』前田英昭共編. 信山社出版, 1997
- 『欧州統合とフランス憲法の変容』高橋和之, 辻村みよ子共編（有斐閣、2003年）
- 『はじめての憲法学』（編著）（三省堂、2004年）
- 『大学と法 高等教育50判例の検討を通して』(JUAA選書 永井憲一共編著. 大学基準協会, 2004
- 『憲法I・II（第4版）』野中俊彦, 高橋和之, 高見勝利共著）（有斐閣、2006年）
- 『憲法I・II・III・IV〔注解法律学全集〕』（共著）（青林書院、1994年、1997年、1998年、2004年）
- 『ファンダメンタル憲法』（共著）（有斐閣、1994年）
- 『注釈日本国憲法』（共著）（青林書院、1984年1988年）
- 『世界の人権保障』佐々木雅寿, 寺島壽一共編著. 三省堂, 2017